# Amt Colditz
Das Amt Colditz war eine territoriale Verwaltungseinheit des Kurfürstentums Sachsen. Bis zum Ende der sächsischen Ämterverfassung im Jahr 1856 bildete es den räumlichen Bezugspunkt für die Einforderung landesherrlicher Abgaben und Frondienste, für Polizei, Rechtsprechung und Heeresfolge. Verwaltungssitz war das Schloss Colditz.

## Geographische Lage
Das Amt Colditz umfasste ein vergleichsweise kleines Gebiet an der Mulde und lag zentral innerhalb des Leipziger Kreises. Im Amtsgebiet vereinigen sich die Zwickauer und die Freiberger Mulde. Die östliche und südliche Amtsgrenze zum Amt Leisnig bzw. zum Amt Rochlitz weist einige Exklaven und Enklaven auf. Zum Amt gehörten der Thümmlitzwald im Nordosten und der Colditzer Wald im Zentrum des Amts.

## Angrenzende Verwaltungseinheiten
Die Angabe angrenzender Herrschaften erfolgt unter Vernachlässigung kleinerer Exklaven der Ämter.
|                                      | Erbamt Grimma Schulamt Grimma                                     | Exklaven: Amt Mutzschen, Amt Leisnig, Erbamt Grimma |
| Amt Borna und Exklave: Erbamt Grimma | Kompassrose, die auf Nachbargemeinden zeigt                       | Amt Leisnig                                         |
| Amt Borna                            | Amt Rochlitz und Exklaven: Herrschaft Wechselburg und Amt Leisnig | Amt Rochlitz                                        |

## Geschichte
Nach der Ersterwähnung des Burgwards 1046 in der Schenkungsurkunde der Burgwarde Colditz, Rochlitz und Leisnig durch Kaiser Heinrich III. an seine Gemahlin Agnes von Poitou beschenkte wiederum der darauf folgende Kaiser Heinrich IV. im Jahre 1084 seinen Dienstmann Wiprecht von Groitzsch mit dem Burgward, welcher die Anlage zur Burg ausbaute. Thimo I. von Colditz wurde 1158 durch Kaiser Barbarossa zum Reichsministerialien erhoben. Damit gehörte die Burg zum Reichsgut (Pleißenland).
Seit 1158 ist die im 14. Jahrhundert stark erweiterte Herrschaft der Reichsministerialen von Colditz, später Herren von Colditz, nachweisbar. 1309 wurde die Burg Colditz durch Kapitulation der Festung Eigentum von Markgraf Friedrich dem Freidigen. 1396 an das Haus Wettin verpfändet, fiel die Herrschaft Colditz im Jahr 1404 durch Kauf an die Wettiner. Diese errichteten das markgräfliche Amt Colditz mit Sitz in Schloss Colditz.
Nach der Leipziger Teilung 1485 gehörte das Amt zur ernestinischen Linie der Wettiner. Seit der Niederlage der Ernestiner im Schmalkaldischen Krieg im Jahr 1547 war das Amt Colditz in Besitz der Albertiner. Bis zum Jahr 1547 war das Gebiet um Colditz böhmisches Lehen. Nach 1835 erfolgte die Umgliederung der Orte Kleinbardau, Großbuch und Bernbruch an das Erbamt Grimma. Das kleine Amt bestand bis zur Neuorganisation der Justiz- und Verwaltungsbehörden im Jahr 1856. Die Aufgaben des Amts übernahmen danach die Gerichtsämter Colditz und Lausick.

## Bestandteile
Städte
- Colditz
- Lausigk

Dörfer
Im Jahr 1829 gehörten 61 Dörfer zum Gebiet des Amts Colditz.
u. a.
| - Ballendorf - Bernbruch (nach 1835 an das Erbamt Grimma) - Buchheim - Dürrweitzschen - Ebersbach - Etzoldshain - Glasten - Großbuch (nach 1835 an das Erbamt Grimma) - Großsermuth - Heinersdorf | - Keiselwitz - Kleinbardau (nach 1835 an das Erbamt Grimma) - Kleinsermuth - Köllsdorf - Kössern - Kötteritzsch - Lauterbach - Leipnitz - Leisenau - Leupahn | - Mark Ottenhain und (Neu-)Ottenhain (beide anteilig) - Reichersdorf - Schönbach - Schwarzbach (anteilig) - Seupahn - Tautenhain - Thierbaum - Zschadraß - Zschetzsch |

Dörfer (Exklaven)
- Ablaß (anteilig)
- Frauendorf (Colditzer Anteil)
- Groß-Querbitzsch
- Köllmichen
- Wallbach